# Jean-Georges Cornélius
Jean-Georges Cornélius, né le 23 janvier 1880 à Strasbourg et mort le 3 juin 1963 à Ploubazlanec dans les Côtes-du-Nord, est un peintre français.

## Biographie
Élève de Gustave Moreau, puis de Luc-Olivier Merson, il a réalisé une peinture à la fois mystique et allégorique. Il sera profondément marqué par sa conversion au catholicisme en 1931. Il fut également un illustrateur des poèmes de Baudelaire et d'Oscar Wilde. À partir de 1940, il vécut retiré en Bretagne à Ploubazlanec.
Son petit-fils Jean-Nicolas Cornelius est également peintre.

## Œuvres
Quarante-huit tableaux et six dessins de Jean-Georges Cornélius ont fait l'objet d'une donation par la fille de l'artiste au Musée eucharistique du Hiéron, en 2007, après une exposition monographique du peintre. Ses œuvres sont en partie exposées dans le musée.
Le musée de la Révolution française conserve le tableau Marie-Antoinette.

### Illustrations
- Georges Ducrocq, " Les matins lumineux ", Compositions de Georges Cornélius gravées sur bois par J.C.G.M. Beltrand, Bibliothèque de l'Occident, Avignon, 1909
- " La chanson de Roland " illustrations de J.-G. Cornélius, Henri Laurens Éditeur, Paris, 1912
- Oscar Wilde, La Ballade de la Geôle de Reading, Javal et Bourdeaux, Paris, 1927, compositions gravées sur cuivre en couleurs par Ch. Thévenin
- Charles Baudelaire, Les Fleurs du mal, Paris, aux Éditions Colbert, 1951